# Lily-Rose Depp
Lily-Rose Depp (* 27. května 1999 Paříž) je francouzsko-americká herečka. Je dcerou amerického herce a hudebníka Johnnyho Deppa a francouzské zpěvačky a herečky Vanessy Paradis. Svou hereckou kariéru zahájila v roce 2014, kdy měla menší roli ve filmu Mroží muž, v němž hrál i její otec. Větší roli dostala v jeho ve volném pokračování s názvem Yoga Hosers (2016). Za svou roli Isadory Duncan ve filmu Tanečnice z roku 2016 získala dvě nominace na cenu César. Dále hrála například ve filmech Planetárium (2016), Věrní nevěrní (2018) a Král (2019).

## Rodina
Lily-Rose Melody Depp se narodila 27. března 1999 ve městě Neuilly-sur-Seine, západně od Paříže ve Francii. Je dcerou amerického herce Johnnyho Deppa a francouzské zpěvačky a modelky Vanessy Paradis. Má mladšího bratra, kterým je John „Jack” Christopher Depp. Její tetou je francouzská herečka Alysson Paradis. Je také potomkem Elizabeth Key Grinstead, která byla jednou z prvních černých bojovnic za osvobození otroků v koloniích v Severní Americe. Poté, co se její rodiče v roce 2012 rozešli, žila ve střídavé péči.

## Kariéra
Poprvé se v menší roli objevila ve filmu Mroží muž, který měl premiéru na Mezinárodním filmovém festivalu v Torontu v září 2014. Hrála také společně se svou kamarádkou Harley Quinn Smith a jejím otcem a filmovým režisérem Kevinem Smithem.
V říjnu roku 2015 se objevila s irským raperem Rejjiem Snowem v jeho hudebním videoklipu ke skladbě „All Around the World“. Kromě práce u filmu se objevila i jako modelka na obálkách různých módních magazínů a od roku 2015 byla také ambasadorkou značky Chanel. Módní návrhář Karl Lagerfeld si ji vybral, když jí bylo 15 let, aby se stala tváří ikonické vůně Chanel No. 5 L'Eau.
Svou roli z filmu Mroží muž si zopakovala ve volném pokračování s názvem Yoga Hosers, který se zaměřil na postavu Harley Quinn Smith. Film měl premiéru na Filmovém festivalu Sundance v lednu roku 2016.
V roce 2016 hrála Isadoru Duncan ve filmu Tanečnice, který měl premiéru na Filmovém festivalu v Cannes. Za svůj výkon byla nominována na cenu Cézar v kategorii Nejslibnější herečka a ve stejné kategorii obdržela nominaci i na cenu Lumières Awards. Ve stejném roce společně s Natalie Portman vystupovaly ve filmu Rebeccy Zlotowski Planetárium, jako dvě sestry provádějící spirituální seance ve 30. letech 20. století. Pro roli mladší sestry si ji vybrala přímo Natalie Portman. Film měl premiéru na Filmovém festivale v Benátkách v roce 2016.
V roce 2018 si zahrála ve francouzském filmu Šelmy režiséra Vincenta Mariette. Film měl premiéru ve Francii v říjnu 2018. Ve stejný rok se objevila v romantické komedii Věrní nevěrní, který režíroval Louis Garrel. Za tento film byla znovu nominována v kategorii Nejslibnější herečka na cenu César.
Dalším z jejích projektů byl krátký dokument Menstruace není tabu od Netflixu. Depp a indická herečka Priyanka Chopra v něm vysvětlují jak projekt The Pad Project, pomohl ženám v Dillí začít jejich vlastní obchod a výrobu hygienických pomůcek pro ženy. Dokument vyhrál Oskara za nejlepší krátký dokument. V roce 2019 byla Lily-Rose Depp nominována jako Nejslibnější herečka na Cenu Romy Schneider.
V červenci 2019 se objevila vedle své tety-herečky Alysson Paradis ve francouzském nezávislém filmu My Last Lullaby, ve kterém si zahrála dívku Palomu, která prožívá ztrátu svého dědečka. Film vyhrál cenu New York Film Awards za nejlepší snímek a cenu Los Angeles Film Awards za nejlepší krátký snímek. Lily-Rose Depp za svou roli získala cenu New York Film Awards v kategorii Nejlepší herečka.
V roce 2019 si zahrála Kateřinu z Valois ve filmu Král. V roce 2021 se objevila v thrilleru Crisis po boku Garyho Oldmana, Armie Hammer a Evangeline Lilly a také ve sci-fi thrilleru Neila Burgera Voyagers – Vesmírná mise.

## Osobní život
Jejím kmotrem je zpěvák Marilyn Manson. Mluví plynně anglicky i francouzsky. Od jejího narození byla terčem bulvárních reportérů sledujících návštěvy narozeninových oslav, účast na společenských akcích a hodnotících její oblečení. V roce 2016 zanechala studia na střední škole, aby se mohla více soustředit na svou filmovou kariéru. V minulosti měla potíže s anorexií, které se jí podařilo překonat. V srpnu 2015 pózovala pro projekt iO Tilletta Wrighta s názvem Zřejmé pravdy (Self-Evident Thruths), kde uvedla, že patří někam do spektra LGBT. Později ujasnila že jednoduše učinila prohlášení o sobě samotné, ale nikoli o své sexualitě.
Ačkoli neměla ještě právo volit, podporovala Bernieho Sanderse jako kandidáta za demokratickou stranu v prezidentských volbách v roce 2016. Společně se svou matkou Vanessou Paradis byly v roce 2017 fotografovány pro magazín Our City of Andels. Peníze z prodeje čísla byly věnovány na plánované rodičovství.
Depp začala chodit s hercem Timothée Chalametem od doby natáčení filmu Král (2019) v roce 2018. Různé zprávy citující British Vogue tvrdí, že se pár rozešel na začátku roku 2020.

## Filmografie

### Film
| Rok  | Název filmu              | Režisér             | Role                | Poznámky |
| ---- | ------------------------ | ------------------- | ------------------- | -------- |
| 2014 | Mroží muž                | Kevin Smith         | Girl Clerk č. 2     |          |
| 2016 | Yoga Hosers              | Kevin Smith         | Colleen Colette     |          |
| 2016 | Tanečnice                | Stéphanie Di Giusto | Isadora Duncanová   |          |
| 2016 | Planetárium              | Rebecca Zlotowski   | Kate Barlow         |          |
| 2018 | Šelmy                    | Vincent Mariette    | Laura               |          |
| 2018 | Věrní nevěrní            | Louis Garrel        | Ève                 |          |
| 2019 | Král                     | David Michôd        | Catherine de Valois |          |
| 2021 | Crisis                   | Nicholas Jarecki    | Emmie Kelly         |          |
| 2021 | Voyagers – Vesmírná mise | Neil Burger         | Sela                |          |
| 2021 | Silent Night             | Camille Griffin     | Sophie              |          |
| 2021 | Wolf                     | Nathalie Biancheri  | divoká kočka        |          |
| 2024 | Nosferatu                | Robert Eggers       | Ellen Hutter        |          |

### Televize
| Rok  | Název | Role    | Poznámky    | Ref.   |
| ---- | ----- | ------- | ----------- | ------ |
| 2023 | Idol  | Jocelyn | hlavní role | [ 58 ] |

## Další tvorba

### Hudební videoklipy
| Rok  | Název                | Umělec      |
| ---- | -------------------- | ----------- |
| 2015 | All Around the World | Rejjie Snow |

### Dokumenty
| Rok  | Titul                | TV      | Notes           | Ref.   |
| ---- | -------------------- | ------- | --------------- | ------ |
| 2019 | Menstruace není tabu | Netflix | Krátký dokument | [ 59 ] |

### Diskografie
| Rok  | Titul                              | Album                  |
| ---- | ---------------------------------- | ---------------------- |
| 2016 | I'm the Man (s Harley Quinn Smith) | Yoga Hosers Soundtrack |
| 2016 | Babe (s Harley Quinn Smith)        | Yoga Hosers Soundtrack |
| 2016 | O Canada (s Harley Quinn Smith)    | Yoga Hosers Soundtrack |

## Ocenění a nominace
| Rok  | Cena                    | Kategorie            | Film            | Výsledek  | Ref.          |
| ---- | ----------------------- | -------------------- | --------------- | --------- | ------------- |
| 2017 | Cézar                   | Nejslibnější herečka | Tanečnice       | nominace  | [ 61 ]        |
| 2017 | Lumières Awards         | Nejslibnější herečka | Tanečnice       | nominace  | [ 62 ]        |
| 2019 | Cézar                   | Nejslibnější herečka | Věrní nevěrní   | nominace  | [ 63 ]        |
| 2019 | Cena Romy Schneider     | Nejslibnější herečka |                 | nominace  | [ 33 ] [ 64 ] |
| 2019 | Los Angeles Film Awards | Nejlepší herečka     | My Last Lullaby | vítězství | [ 65 ]        |